# Gezan (sockenhuvudort i Kina, Yunnan Sheng, lat 28,20, long 99,81)
Gezan (kinesiska: 格咱) är en sockenhuvudort i Kina. Den ligger i provinsen Yunnan, i den sydvästra delen av landet, omkring 450 kilometer nordväst om provinshuvudstaden Kunming. Antalet invånare är 8 384. Befolkningen består av 3 506 kvinnor och 4 878 män. Barn under 15 år utgör 16,0 %, vuxna 15-64 år 77 %, och äldre över 65 år 5,0 %.
Runt Gezan är det glesbefolkat, med 14 invånare per kvadratkilometer. Gezan är det största samhället i trakten. I omgivningarna runt Gezan växer i huvudsak blandskog.
Genomsnittlig årsnederbörd är 708 millimeter. Den regnigaste månaden är juli, med i genomsnitt 228 mm nederbörd, och den torraste är november, med 1 mm nederbörd.